# Efekt subaddytywności
Efekt subaddytywności – błąd w ocenie prawdopodobieństwa, polegający na ocenianiu prawdopodobieństwa całości jako mniejszego niż prawdopodobieństwo poszczególnych części.
W większości wypadków efekt ten jest związany z łatwością wyobrażenia sobie zdarzeń które są nam znane (heurystyka dostępności). W przykładowym badaniu (Fox, Levav, 2000) kazano studentom ocenić które z dwóch zdarzeń jest bardziej prawdopodobne: że drużyna ich uczelni zwycięży w najbliższym meczu w koszykówce, czy że drużyna ich uczelni wygra w najbliższych zawodach w szermierce. Ponieważ większość studentów ma znacznie więcej do czynienia z koszykówką niż szermierką, 75% badanych oceniła pierwsze zdarzenie za bardziej prawdopodobne. Druga grupa studentów odpowiadała na to samo pytanie inaczej sformułowane: czy bardziej prawdopodobne jest że ich drużyna przegra w najbliższym meczu koszykówki czy że ich drużyna przegra w najbliższych zawodach w szermierce. Po takim przeformułowaniu 44% studentów oceniła porażkę w koszykówce za bardziej prawdopodobną. 44% + 75% daje znacznie więcej niż 100%, co pokazuje że zdarzenia dotyczące koszykówki były oceniane generalnie za bardziej prawdopodobne niż dotyczące szermierki.